# سارد
سارد أو ساردس (ليدية: سفارد، يونانية:Σάρδεις، سارديس، فارسية: سارد) هي مدينة قديمة واقعة قرب سارت المعاصرة(سارتماهموت قبل 19/10/2005) في محافطة مانيسا التركي. وكانت سارديس هي العاصمة للملكة التاريخية القديمة مملكة ليديا، وهي إحدى المدن المهمة في الامراطورية الفارسية، ثم مركز القنصل الروماني تحت الإمبراطورية الرومانية، المدينة الكبرى في إقليم ليديا في العصر الروماني والبيزنطي اللاحق.
وبصفتها إحدى كنائس آسيا السبع، فقد ذُكرت من قبل كاتب سفر رؤيا يوحنا بصفات يبدو أنها تومئ إلى أن سكانها يتصفون بنعومة وجبن مستهجنين.

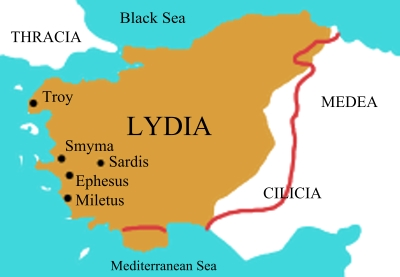
موقع مدينة سادر التاريخية

وقد كان أهميتها، أولاً، نظراً لموقعها العسكري، وثانياً، لموقعها على طريق رئيس يأتي من الداخل الأناضولي ويؤدي إلى ساحل البحري الأيجي، وثالثاً، لإشرافها على سهل خصب واسع من نهر هرموس الذي يعرف اليوم بنهر غديز.
إن أقد النصوص التي ورد اسم سارد فيها هي في مسرحية الفرس للكاتب المسرحي إسخيلوس في عام 472 ق.م.، وفي الإليادة ورد اسم هايد كمدينة لرؤساء الليديون، فقيل لاحقاً أن هايد هو الاسم القديم لسارد أو اسم للمعقل الذي تحتويه بداخلها، لكن الأرجح أن سادر لم تكن العاصمة الأولى لليديين، لكنها أصبحت كذلك في خضم الأحداث التي أفضت إلى صعود الامبراطورية الليدية في القرن الثامن ق.م.
ثم تتابع في السيطرة عليها الكيميريون في القرن السابع ق.م. ثم استولى عليها الفرس على يد قوروش الأعظم وكانت تشكل النقطة النهائية للطريق الملكي الفارسي الذي بدأ من برسبوليس عاصمة الامبراطورية في القرن السادس. فالأثينيون في القرن الخامس، وقد تدمّرت المدينة حرقاً خلال ثورتهم الإيونية. ثم رجعت للفرس حتى ضمها الإسكندر الأكبر عام 334 ق.م. ثم استولى عليها أنطيوخوس الثالث الأعظم في نهاية القرن الثالث ق.م.
وقد تدمرت المدينة بفعل الزلازل مرة واحدة على الأقل خلال حكم الامبراطوري تيبريوس في عام 17 للميلاد. لكنها ظلت تبنى من جديد. وقد كانت إحدى المدن العظمى غرب آسيا الصغرى حتى مرحلة متأخرة من الفترة البيزنطية.